# San Isidro del Pinar
San Isidro del Pinar es un concejo navarro perteneciente al municipio Cáseda (Navarra), en la merindad de Sangüesa. Es uno de los llamados pueblos de colonización existentes en Navarra. Se encuentra a unos 13 km de Cáseda y tiene una población, en 2022, de 21 hab.
Fue construido a mediados del siglo XX, junto con otros 4 localidades navarras dentro de los planes del Instituto Nacional de Colonización (INC).

## Topónimo
El topónimo San Isidro del Pinar es un nombre moderno que toma nombre por el pinar cercano donde fue creado junto a la ermita de San Isidro Labrador, santo de gran arraigo y tradición en la Navarra rural, del que toma el nombre, y que se quemó a mediados de 1903.

## Geografía
Gabarderal está situado en la comarca de Sangüesa, al sur de la sierra de Peña.

### Entorno natural y ubicación
San Isidro del Pinar se encuentra situado a 12 kilómetros al sur del casco urbano del municipio de Cáseda. Para llegar se toma la carretera NA-534 en dirección sur.
Limita con Aragón al este y con el río Aragón al oeste.

### Clima y vegetación
San Isidro del Pinar tiene un clima mediterráneo continental. Precipitación media anual 400–600 mm y caen en 60-100 días, principalmente en otoño y primavera. Temperatura media anual 12 °C y 14 °C, en verano la temperatura sube hasta los 35 °C. En invierno baja hasta los 0 °C.
Los inviernos son fríos y lluviosos y los veranos calurosos y secos. Los cambios térmicos son bastante grandes, y algunos días de primavera y otoño puede haber una diferencia de 20 grados entre la temperatura máxima y mínima.
El pino carrasco y la encina fueron los árboles de los bosques de la Ribera de Navarra, que pertenece desde el punto de vista geobotánico a la región mediterránea. Hoy quedan pocos encinares y pinares espontáneos; entre los últimos hay que citar los encinares de la Bardena Negra, el Vedado de Eguaras, Rada, Carcastillo, Cáseda, etc. Con el pino carrasco conviven generalmente la coscoja, el enebro, escambrón, romero, etc.

## Historia
San Isidro del Pinar fue fundado en los años 50 por el Instituto Español de Colonización, como otras localidades de España, con la intención de "promover el entorno rural". Dentro del plan nacional se creó una división, la Zona de Bardenas, dentro de la cual, a su vez, estaba la llamada subzona Bardenas Norte donde se incluía otros pueblos de Navarra en esa época son Gabarderal, Rada y Figarol, además de El Boyeral que, finalmente, no prosperó y se encuentra abandonado, junto a una sexta localidad, Campo Real, en la parte norte del término municipal de Sos del Rey Católico, en la provincia de Zaragoza.

## Demografía
| 1887 | 1940 | 1970 | 1981 | 2016 | 2017 | 2018 | 2019 | 2020 | 2021 | 2022 |
| ---- | ---- | ---- | ---- | ---- | ---- | ---- | ---- | ---- | ---- | ---- |
| 7    | 33   | 120  | 65   | 26   | 26   | 24   | 23   | 23   | 22   | 21   |